# Lhok Dalam (Peureulak)
Lhok Dalam is een bestuurslaag in het regentschap Aceh Timur van de provincie Atjeh, Indonesië. Lhok Dalam telt 3168 inwoners (volkstelling 2010).